# Октавіо Окампо
Октавіо Окампо (ісп. Octavio Ocampo; 28 лютого 1943, Селая (Гуанахуато), Мексика) — художник, представник стилю метаморфоз, надто близького до гілки іспанського сюрреалізму, який започаткував Сальвадор Далі. Скульптор, театральний художник, художник кіно.

## Життєпис
Походить з родини мексиканських художників і дизайнерів. Художнє ремесло опановував в Школі живопису і скульптури (Эсмеральда) в 1961-1965, Мексика, продовжив навчання в Художньому інституті Сан-Франциско, США в 1972-1974. На етапі пошуків себе і свого місця в мистецтві працював художником-декоратором карнавальної ходи, художник театру і художником кіно. Створив декорації до більш ніж ста двадцяти (120) фільмів Мексики та Сполучених Штатів.
З 1976 зосередився на створенні живопису. Брав участь як в персональних, так і колективних виставках в містах Мексики, Сполучених Штатів, в Канаді і Латинській Америці, в Західній Європі і на арабському Сході. Створив декілька портретів відомих осіб західного світу в сюрреалістичному стилі («Портрет співачки Шер», «Портрет акторки Джейн Фонда», «Портрет Джиммі Картера» тощо). Як більшість мексиканських художників 20 століття, звертався до створення монументальних стінописів, прикрасив ними споруди в місті Селая (Мерія та технологічний інститут Селая), Національний палац в Мехіко, урядова споруда Гуанахуато тощо.
В місті Селая, на батьківщині художника, створено музей Октавіо Окампо.

## Вибрані твори
- «Екстаз лілей»
- «Нептун і наяда»
- «Голова Христа і розп'яття»
- «Голова Христа і Вхід Єрусалим»
- «Дон Кіхот і Санчо Панса»
- «Птахи і дівоче обличчя»
- «Метаморфоза Мони Лізи»
- «Портрет Джиммі Картера»
- «Портрет акторки Джейн Фонда»
- «Портрет співачки Шер»
- «Портрет Хосе Лопеса Портільйо»
- «Родина старого генерала»
- «Алегорія міста Селая»
- «Сценічна декорація як обличчя Мерілін Монро»
- «Квітка калли як дівоче обличчя»
- «Балет і обличчя Дон Кіхота»
- «Мадонна і мушлі»
- «Пан»
- «Старий і стара»